# Auguste Orts

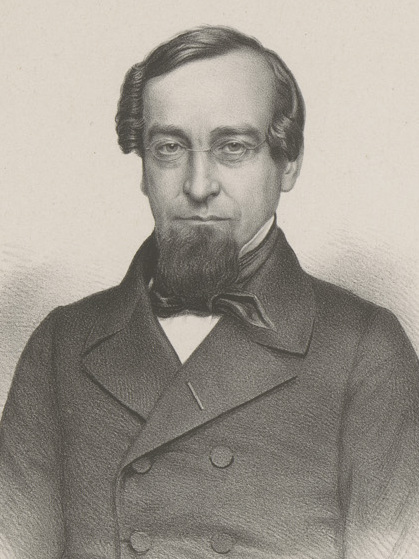
Auguste Orts

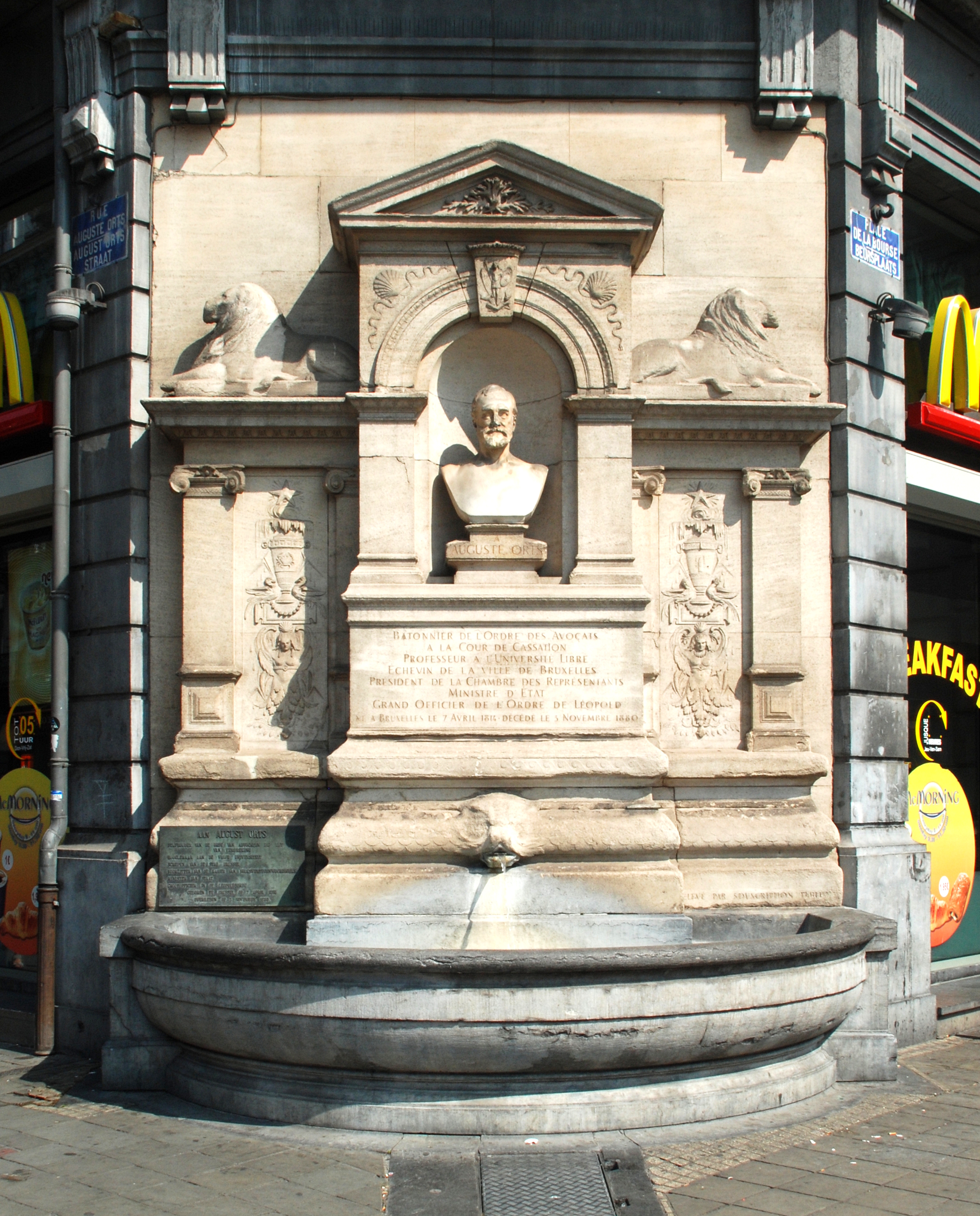
Monument voor Orts aan het Beursplein

Auguste Englebert Pierre Orts (Brussel, 7 april 1814 - aldaar, 3 november 1880) was een Belgisch advocaat, historicus en liberaal politicus.

## Biografie

### Familie
Auguste Orts was de zoon van Louis Orts, magistraat, advocaat en liberaal volksvertegenwoordiger, en Marie-Anne Schlim. Hij trouwde in 1839 met Mathilde Carion (1818-1854). Ze kregen een zoon en een dochter:
- Louis Orts (1842-1891), advocaat bij het Hof van Cassatie, trouwde in 1871 in Antwerpen met Anna Nauts (1848-1873). Ze kregen een zoon, met afstammelingen tot heden. Hij hertrouwde in 1876 in Laken met Émilie Van Volxem (1850-1929), dochter van Joseph Van Volxem, advocaat, volksvertegenwoordiger en burgemeester van Laken. Ze kregen twee zoons en een dochter, met afstammelingen tot heden.
- Pauline Orts (1843-1885), trouwde in 1863 in Brussel met Emile De Mot (1835-1909), advocaat, burgemeester van Brussel, volksvertegenwoordiger en senator, zoon van Jean De Mot, galerijdirecteur. Ze kregen twee zoons en vier dochters, met afstammelingen tot heden.

Hij was de overgrootvader van Élisabeth Orts (1903-1996) die in 1923 huwde met rechtsgeleerde, hoogleraar, magistraat en minister Walter Ganshof van der Meersch.

### Hoogleraar
Orts was een briljant student en behaalde op 19-jarige leeftijd zijn diploma in de rechtsgeleerdheid aan de Rijksuniversiteit Luik. Later werd hij er ook doctor in de rechten.
In 1848 werd hij advocaat bij het Hof van Cassatie. Hij bleef dit tot aan zijn dood in 1880 toen hij er stafhouder van de Orde van Advocaten was.
Orts werd eveneens hoogleraar aan de rechtsfaculteit van de pas opgerichte Université libre de Bruxelles. Hij zette er zich in voor de ontwikkeling van het onderwijs aan de universiteit dat gebaseerd was op het vrij onderzoek.

### Politicus
Orts werd liberaal volksvertegenwoordiger voor het arrondissement Brussel en was in de Kamer eveneens actief op het domein van het onderwijs. Zo pleitte hij in 1856 reeds voor een modernisering van de opleiding rechtsgeleerdheid en was hij een groot voorstander van openbaar onderwijs dat neutraal was en niet gebonden was aan enige religie. Tussen 1859 en 1860 was hij een jaar voorzitter van de Kamer van volksvertegenwoordigers.
In het kader van de toenemende Franse druk op de Belgische grondwettelijke persvrijheid interpelleerde hij hiertoe op 7 mei 1856 minister van Buitenlandse Zaken Charles-Ghislain Vilain XIIII. Op Orts vraag of de regering-De Decker onder buitenlandse druk een grondwetswijziging zou voorstellen aan de Kamer om deze persvrijheid in te perken, antwoordde de minister categoriek "Jamais!".
Toen Jules Anspach in 1863 burgemeester van Brussel werd vroeg hij zijn goede vriend Orts om schepen van Openbare Werken van de stad te worden. Als schepen was Orts verantwoordelijk voor de overwelving van de Zenne en de aanleg van de grote centrale laan die de loop van de Zenne volgde van noord naar zuid.

### Historicus
Orts was ook een bekend historicus. Zo schreef hij onder meer werken over de Boerenkrijg, de geschiedenis van het kasteel van Beersel en over Filips Wielant, een middeleeuws rechtsgeleerde.

## Erkenning
In 1879 werd Orts benoemd tot minister van Staat.
Na zijn dood werd een belangrijke straat in de buurt van het beursgebouw naar hem vernoemd. De straat werd in 1885 ingehuldigd. In 1888 werd er een fontein met borstbeeld van Auguste Orts geplaatst.

## Werken
- La guerre des paysans, 1798-1799. Épisode de l'histoire belge, Brussel, Bruylant-Christophe, 1863. (online).
- De l'incapacité civile des congrégations religieuses non autorisées, Brussel, Office de publicité, 1867. (online).
- Practijke criminele van Philips Wielant, naar het eenig bekende handschrift, Gent, Annoot-Braeckman, 1872. (online).

- Bibliothèque nationale de France: cb13480873b (data)
- Gemeinsame Normdatei: 1055459650
- International Standard Name Identifier: 0000 0003 6695 3237
- Nederlandse Thesaurus van Auteursnamen: 070047510
- Réseau des bibliothèques de Suisse occidentale: 02-A018716914
- Système universitaire de documentation: 086235451
- Virtual International Authority File: 231340450
- WorldCat: E39PBJk4yvDMQhcQqhFbd86xjC